# Amine Kouame
Amine Kouame (arabe : امين اقوام), né le 3 mars 1986 à Fès, est un nageur marocain.  
Licencié à l’Union Sportive de Fès et membre de l'équipe nationale marocaine de natation depuis plus de quinze ans. Il est également diplômé d’un master en génie logiciel (Software Engineering) de l’Université Al Akhawayn à Ifrane en 2013. 
Il détient actuellement les records du Maroc du 100 m nage libre et le 100 m quatre nages, sans oublier les dizaines de records qu’il a pu réaliser tout au long de sa carrière professionnelle sur plusieurs distances (50 m nage libre, 100 m nage libre, 50 m dos, 100 m dos, 200 m dos, 100 m 4 nages, 4 × 100 m nage libre et le 4 × 100 m quatre nages). 
Kouame a également représenté le Maroc dans diverses compétitions internationales et a été titré à plusieurs reprises lors des championnats d'Afrique ainsi que les jeux panarabes.
Il était le premier nageur de l'histoire marocaine à nager la distance du 100 m dos en moins d’une minute en bassin de 50 m, avec un temps de 59 s 88, un chrono qu’il a amélioré à plusieurs fois jusqu’à ce qu’il réalise son meilleur temps lors des championnats du monde de natation à Rome en 2009 avec un temps de 57 s 95.

## Carrière sportive

### 2007
En 2007, lors des Jeux panarabes du Caire, Amine Kouame remporte la médaille de bronze du 50 m dos avec un chrono de 27 s 38.
Il participe également pour la première fois aux championnats du monde à Melbourne du 17 mars au 1er avril 2007.

### 2008
En 2008, lors des championnats d’Afrique à Johannesbourg en Afrique du Sud, Kouame est le seul nageur marocain à monter sur le podium, championnat dominés par les nageurs sud-africains et tunisiens qui remportent la majorité des médailles à l’exemple de Oussama Mellouli et Chad le Clos. Il remporte sa première médaille continentale sur la distance du 100 m dos en arrivant troisième avec un temps de 59 s 53.
Il a également participé aux championnats du monde en petit bassin (25 m) qui se sont déroulés du 9 au 13 avril 2008 à Manchester. Il établit pendant cette compétition les records du Maroc du 50 m et 100 m dos et le 100 m 4 nages.

### 2009
Il participe en 2009 aux 13e championnats du monde à Rome. 53/130 du 50 m dos dans le temps de 26 s 69, il termine 58/117 du 100 m dos en 57 s 95.

### 2010
Il participe en 2010 aux championnats du monde en petit bassin à Dubai.
À côté de toutes les compétitions nationales et internationales dans lesquelles il représente le Maroc, Amine Kouame représente également son université lors des Jeux Panarabes universitaires au Caire. Il remporte la médaille d'or du 50 m dos et du 4 × 100 m 4 nages et la médaille d’argent du 100 m dos et du 200 m dos.
Il intègre dans la même année l’Université Al Akhawayn à Ifrane pour poursuivre un cursus de master en génie logiciel (Software Engineering) qu’il obtient avec succès en 2013 et commence ensuite à travailler entant qu’enseignant dans la même université.

### 2011
L’année 2011 a été couronnée par sa participation aux championnats du monde à Shanghai en Chine du 16 au 31 juillet 2011 où il bat le record du Maroc en 100 m nage libre avec un temps de 52 s 05 en se classant 54/105.
En novembre 2011, il participe également à la 12e édition des Jeux panarabes à Doha où il remporte la médaille de bronze au 50 m dos avec un chrono de 27 s 04.

### 2012
Amine Kouame établit quatre records nationaux lors des championnats du Maroc d'hiver de natation qui se déroulent du 2 au 5 février 2012 à Meknès. Dans cette compétition, Amine bat les records du 100 mètres 4 nages, du 50 m dos, du 100 m dos et le 100 m nage libre. 
En 2012, il rate sa qualification pour les Jeux olympiques de Londres à 24 centièmes de seconde en réalisant un chrono de 51 s 01 sur le 100 m nage libre lors du 8e meeting de Luxembourg le 12 juin 2012. C’est le même chrono qui est actuellement le record du Maroc du 100 m en nage libre.

### 2017
En 2017, Amine Kouame fait son retour après un arrêt de quelques années, il remporte la médaille de bronze du 50 m nage libre de la 17e édition des championnats du monde de natation Masters qui se sont déroulés à Budapest du 7 au 20 août 2017. Kouame a terminé la course en troisième position avec un chrono de 23 s 80 à dix centièmes de seconde du titre mondial de la catégorie d'âge 30-34 ans,,.
Il est le premier marocain médaillé aux championnats du monde de natation Masters, une compétition organisée par la Fédération internationale de natation (FINA).